# Tempête de sable (film, 2016)
Pour les articles homonymes, voir Tempête de sable (homonymie).
Pour plus de détails, voir Fiche technique et Distribution.
Tempête de sable (סופת חול) est un film dramatique israélien, écrit et réalisé par Elite Zexer, sorti en 2016.
L'histoire du film est un récit féministe d'une jeune bédouine déchirée entre les traditions familiales et la prise en contrôle de son destin.

## Synopsis
Les festivités de mariage se préparent dans un village bédouin en Israël. Jalila (Ruba Blal) doit accueillir la seconde épouse, beaucoup plus jeune, de son mari Suliman (Hitham Omari). Pendant la célébration, Jalila se rend compte que sa fille aînée, Layla (Lamis Ammar), a une liaison avec un garçon de son université, ce qui est strictement prohibé et ferait honte à la famille.

## Fiche technique
Sauf indication contraire, les informations mentionnées dans cette section peuvent être confirmées par la base de données cinématographiques IMDb,  présente dans la section « Liens externes ».
- Titre : Tempête de sable
- Titre original : סופת חול (Sufat Chol)
- Réalisation : Elite Zexer
- Scénario : Elite Zexer
- Casting : Limor Shmila
- Décors : Nir Adler
- Costumes : Chen Gilad
- Photographie : Shai Peleg
- Montage : Ronit Porat
- Musique : Ran Bagno
- Sociétés de production : 2-Team Productions, Gesher Multicultural Film Fund, Israel Film Council, Rabinovich Film Fund Cinema Project, Rotor Film Babelsberg
- Sociétés de distribution : Kino Lorber, Pyramide Distribution, United King Films
- Société d'effets spéciaux : Western Outdoor
- Budget de production : 3 850 000 ₪
- Pays de production :  Israël,  Allemagne
- Langue : Arabe
- Format : Couleurs - 2,35:1 - DTS / Dolby Digital - 35 mm
- Genre : Drame
- Durée : 87 minutes (1 h 27)
- Dates de sortie en salles :
  - États-Unis : 25 janvier 2016 (Festival du film de Sundance)
  - Allemagne : 12 février 2016 (Berlinale)
  - Israël : 15 septembre 2016
  - France : 25 janvier 2017

## Distribution
- Lamis Ammar : Layla
- Ruba Blal : Jalila
- Hitham Omari : Suliman
- Khadija Al Akel : Tasnim
- Jalal Masrwa : Anwar
- Omar El Nasasreh : Munir
- Shaden Kanboura : Alakel

## Autour du film

### Anecdotes
- Elite Zexer a mis quatre ans à écrire le scénario du film en abordant avec profondeur et minutie la culture des Bédouins, qu'elle ne connaissait pas.
- Le film fut sélectionné pour représenter Israël à la cérémonie des Oscars en 2017[2],[3] mais n'a pas été nommé pour l'Oscar du meilleur film  en langue étrangère[4].

### Critiques
En regard du box-office, Tempête de sable a reçu des critiques très positives. Il obtient 94 % d'avis positifs sur Rotten Tomatoes, sur la base de 34 commentaires collectées, concluant que « Tempête de sable un premier long métrage impressionnant pour la scénariste et réalisatrice Elite Zexer qui offre un regard perceptif - et crucial - sur les traditions patriarcales. ». Sur Metacritic, il obtient une note favorable de 74/100, sur la base de 12 commentaires collectées, ce qui lui permet d'obtenir le label « Avis généralement favorables » et est évalué à une moyenne de 3,4/5 pour 19 critiques de presse sur Allociné.

« Premier long-métrage d'une jeune Israélienne, Tempête de sable est une observation minutieuse, à hauteur d’adolescente, du poids des traditions masculines, et de la façon dont les femmes, de génération en génération, sont finalement amenées à les faire peser sur leurs semblables, afin de maintenir la paix, le respect, l’harmonie. »

— Isabelle Danel, bande-a-part.fr, 18 janvier 2017.

« Gorgé d'émotion mais dégagé de tout sentimentalisme, le film détonne par sa force, sa justesse et sa franchise (...). Tempête de sable est un film âpre, ce qui rend d’autant plus beaux et émouvants les rares instants de douceur qui le ponctuent. »

— Uri Klein, Courrier international, 24 janvier 2017.

« Outre ses images léchées et son interprétation affûtée, le film convainc notamment grâce à l'évolution des personnages – tels que le scénario les offrent au regard du spectateur. »

— Arnaud Schwartz, La Croix, 24 janvier 2017.

« La réalisatrice montre avec finesse la condition des femmes, obligées de se plier à des mœurs contraignantes et la lente révolte de la jeune génération. »

— Sophie Benamon, L'Express, 24 janvier 2017.

## Distinctions
| Date                          | Distinction                                  | Catégorie                                     | Nom                                                | Résultat   |
| ----------------------------- | -------------------------------------------- | --------------------------------------------- | -------------------------------------------------- | ---------- |
| 2 au 12 août 2015             | Locarno Festival                             | Prix First Look Rator                         | Elite Zexer, Haim Mecklberg, Estee Yacov-Mecklberg | Lauréat    |
| 21 au 31 janvier 2016         | Festival du film de Sundance                 | Grand prix du jury                            | Elite Zexer                                        | Lauréat    |
| 11 au 21 février 2016         | Berlinale                                    | Prix Amnesty International                    | Elite Zexer                                        | Nomination |
| 11 au 21 février 2016         | Berlinale                                    | Prix du meilleur premier film                 | Elite Zexer                                        | Nomination |
| 28 avril au 7 mai 2016        | Festival international du film de Jeonju     | Grand prix de la compétition internationale   | Elite Zexer                                        | Lauréat    |
| 19 mai au 12 juin 2016        | Festival international du film de Seattle    | New Directors Competition                     | Elite Zexer                                        | Lauréat    |
| 19 mai au 12 juin 2016        | Festival international du film de Seattle    | Golden Space Needle                           | Elite Zexer                                        | Nomination |
| 15 au 26 juin 2016            | Festival international du film d'Édimbourg   | Meilleur film étranger                        | Elite Zexer                                        | Nomination |
| 30 juin au 16 juillet 2016    | Festival du film de Taipei                   | Mention spéciale                              | Elite Zexer, Haim Mecklberg, Estee Yacov-Mecklberg | Lauréat    |
| 30 juin au 16 juillet 2016    | Festival du film de Taipei                   | Grand prix                                    | Elite Zexer                                        | Nomination |
| 26 au 31 juillet 2016         | Traverse City Film Festival                  | Prix Roger Ebert                              | Elite Zexer                                        | Lauréat    |
| 8 au 18 septembre 2016        | Festival international du film de Toronto    | Prix FIPRESCI « Discovery »                   | Elite Zexer                                        | Nomination |
| 22 septembre 2016             | Ophirs du cinéma                             | Meilleur film                                 | Tempête de sable                                   | Lauréat    |
| 22 septembre 2016             | Ophirs du cinéma                             | Meilleur réalisateur                          | Elite Zexer                                        | Lauréat    |
| 22 septembre 2016             | Ophirs du cinéma                             | Meilleure actrice dans un second rôle         | Ruba Blal                                          | Lauréat    |
| 22 septembre 2016             | Ophirs du cinéma                             | Meilleur casting                              | Limor Shmila                                       | Lauréat    |
| 22 septembre 2016             | Ophirs du cinéma                             | Meilleure direction artistique                | Nir Adler                                          | Lauréat    |
| 22 septembre 2016             | Ophirs du cinéma                             | Meilleur maquillage                           | Carmit Buzaglo                                     | Lauréat    |
| 22 septembre 2016             | Ophirs du cinéma                             | Meilleur scénario                             | Elite Zexer                                        | Nomination |
| 22 septembre 2016             | Ophirs du cinéma                             | Meilleure actrice                             | Lamis Ammar                                        | Nomination |
| 22 septembre 2016             | Ophirs du cinéma                             | Meilleurs costumes                            | Chen Gilad                                         | Nomination |
| 22 septembre 2016             | Ophirs du cinéma                             | Meilleure photographie                        | Shai Peleg                                         | Nomination |
| 22 septembre 2016             | Ophirs du cinéma                             | Meilleur montage                              | Ronit Porat                                        | Nomination |
| 22 septembre 2016             | Ophirs du cinéma                             | Meilleure musique                             | Ran Bagno                                          | Nomination |
| 22 au 29 octobre 2016         | Festival international du film de Valladolid | Prix Golden Spike du meilleur film            | Elite Zexer                                        | Nomination |
| 27 octobre au 9 novembre 2016 | Festival international du film de Copenhague | New Talent Grand PIX                          | Elite Zexer                                        | Nomination |
| 4 au 13 novembre 2016         | Lisbon & Estoril Film Festival               | Prix spécial du jury « João Bénard da Costa » | Elite Zexer                                        | Lauréat    |
| 10 décembre 2016              | Prix du cinéma européen                      | Discovery of the Year - Prix FIPRESCI         | Elite Zexer                                        | Lauréat    |